# Abacetus amplicollis
Abacetus amplicollis es una especie de escarabajo terrestre de la subfamilia Pterostichinae.  Fue descrito por Henry Walter Bates en 1890 y se encuentra en India y Myanmar. 